# Resolução 73 do Conselho de Segurança das Nações Unidas
Resolução 73 do Conselho de Segurança das Nações Unidas, aprovada em 11 de agosto de 1949, registou com satisfação os acordos de armistício entre as partes envolvidas no conflito na Palestina de 1948 e, em seguida, expressou a esperança de que uma solução definitiva para todas as questões pendentes entre as partes poderiam ser alcançados em breve. A resolução passou a aliviar o Mediador na Palestina, como seus deveres tinham sido cumpridos, e solicitou ao Secretário-Geral para providenciar o serviço contínuo do pessoal do presente da Organização de Supervisão da Trégua que possam ser necessários em monitorar e manter o cessar-fogo e os armistícios. A resolução também solicitou que o Chefe do Estado Maior mandasse um relatório ao Conselho sobre a observância do cessar-fogo.
Foi aprovada com 9 votos, com duas abstenções da Ucrânia e a União Soviética.